# Candelaria (Honduras)
Candelaria es un municipio del departamento de Lempira en la República de Honduras.

## Toponimia
El significado del nombre es Joconguera, (Agua de los Jocones).

## Límites
Se ubica a 96 km de la Ciudad de Gracias, siguiendo la carretera que conduce al Departamento de Intibucá, en el Pueblo de San Juan del Caite de Intibucá, se encuentra la bifurcación que dirige hacia los municipios fronterizos y hacia la Ciudad de La Esperanza, Intibucá. La carretera es de terracería y es constantemente reparada por el Fondo Cafetero de Honduras y el Fondo Vial por parte del Gobierno. Se debe estar pendiente de tomar el desvío a la derecha, al llegar a una bifurcación ubicaba a 76 km de Gracias.
| Orientación | Límite                          |
| ----------- | ------------------------------- |
| Norte       | Municipio de Gualcince, Lempira |
| Sur         | Municipio de Virginia, Lempira  |
| Este        | Municipio de Piraera, Lempira   |
| Oeste       | Municipio de Gualcince, Lempira |
| Oeste       | Municipio de Mapulaca, Lempira  |

Extensión territorial de 53.20 km².

## Geografía

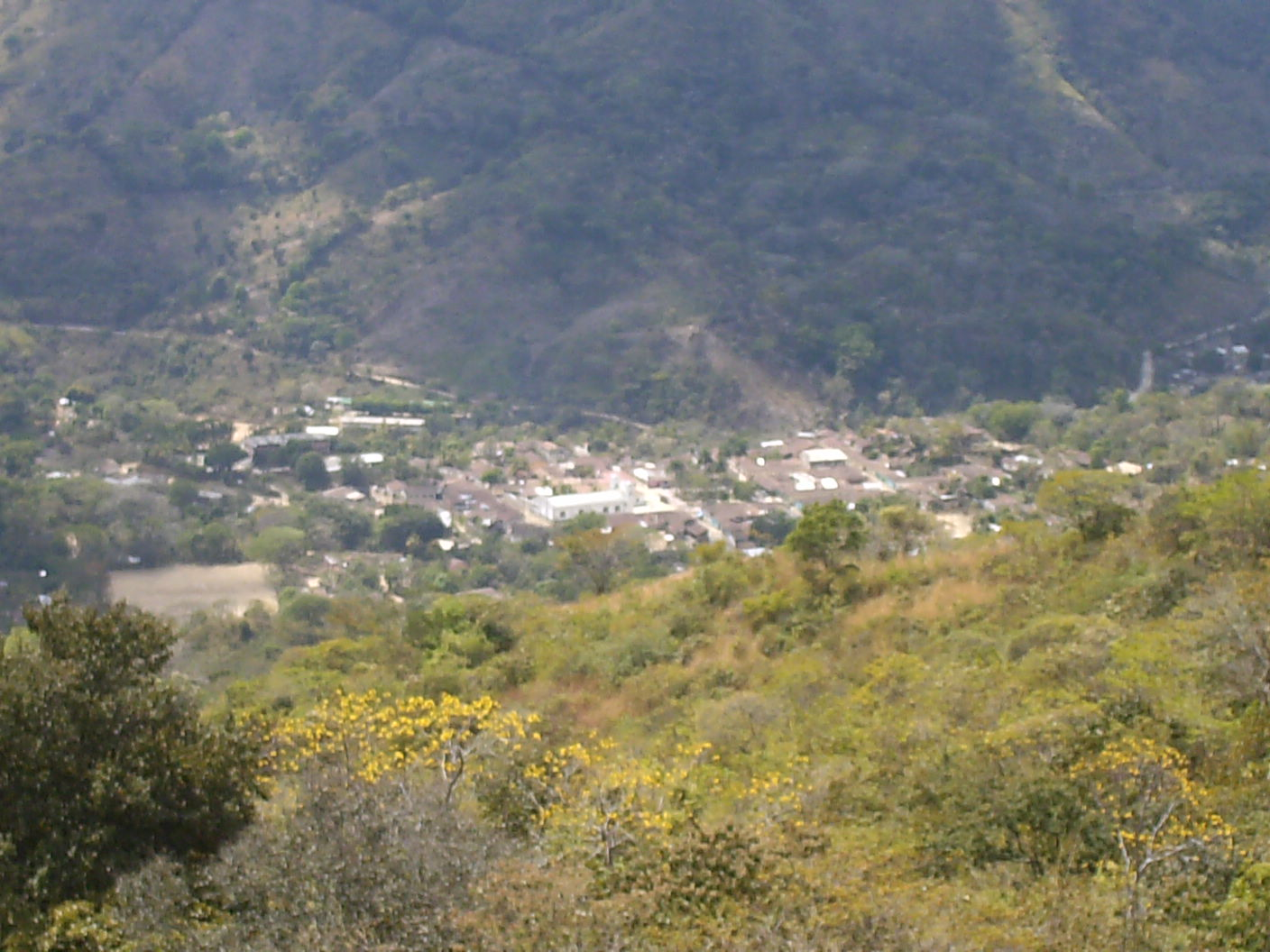
Panorama de Candelaria desde una montaña.

Esta cabecera se ubica en el descenso desde la Montaña de Congolón, por lo que su vegetación se encuentra en la transición de las coníferas a los árboles de hoja ancha, debido al aumento de temperatura. Los orígenes del asentamiento fueron sobre una hondonada al pie de la montaña, rodeado de colinas escarpadas, algunas sin vegetación y con riachuelos que son útiles para el suministro local de agua, aunque la mayoría se secan durante el verano.

## Historia
En 1607 (3 de agosto), fue fundada con el nombre de "San Francisco de Joconguera" según acuerdo y Decreto N.º 5.
En 1872, recibió el título de Villa.
En 1897 (20 de febrero), durante la presidencia del doctor Policarpo Bonilla se le otorga la categoría de Municipio con el nombre de "Candelaria de Joconguera".
En 1939 (22 de febrero), se le otorga el título de ciudad por Decreto N.º 68.

## Población
Así como en varios otros municipios, las personas presentan características de mestizaje producto de las mezclas entre los indígenas de la zona y los españoles que llegaron a colonizar. Y también es común ver individuos con características propias de cada raza.
Población: para el año 2013 la población era de 6,772 habitantes. Según proyecciones realizadas por el INE Honduras, para el 2020 aumentará a 7,018 habitantes.

## Economía
Debido a su elevación sobre el nivel del mar, no es un lugar que favorezca el cultivo de café. Pero su ubicación en el trayecto hacia la frontera con El Salvador la convirtió en una ciudad de comercio ascendente, motivo por el cual, el Dólar estadounidense, se puede encontrar en circulación al igual que la moneda nacional. Predominan las cosechas de granos básicos para la subsistencia. El agua potable se obtiene de pozos y de algunos riachuelos locales. Se cuenta con electricidad en la ciudad y aldeas vecinas. Así como una estación que dispensa combustibles derivados del petróleo. Hay una organización cooperativista que promueve la producción local. Los comercios de abarrotes y otras necesidades hacen más fácil la estadía.

## Turismo

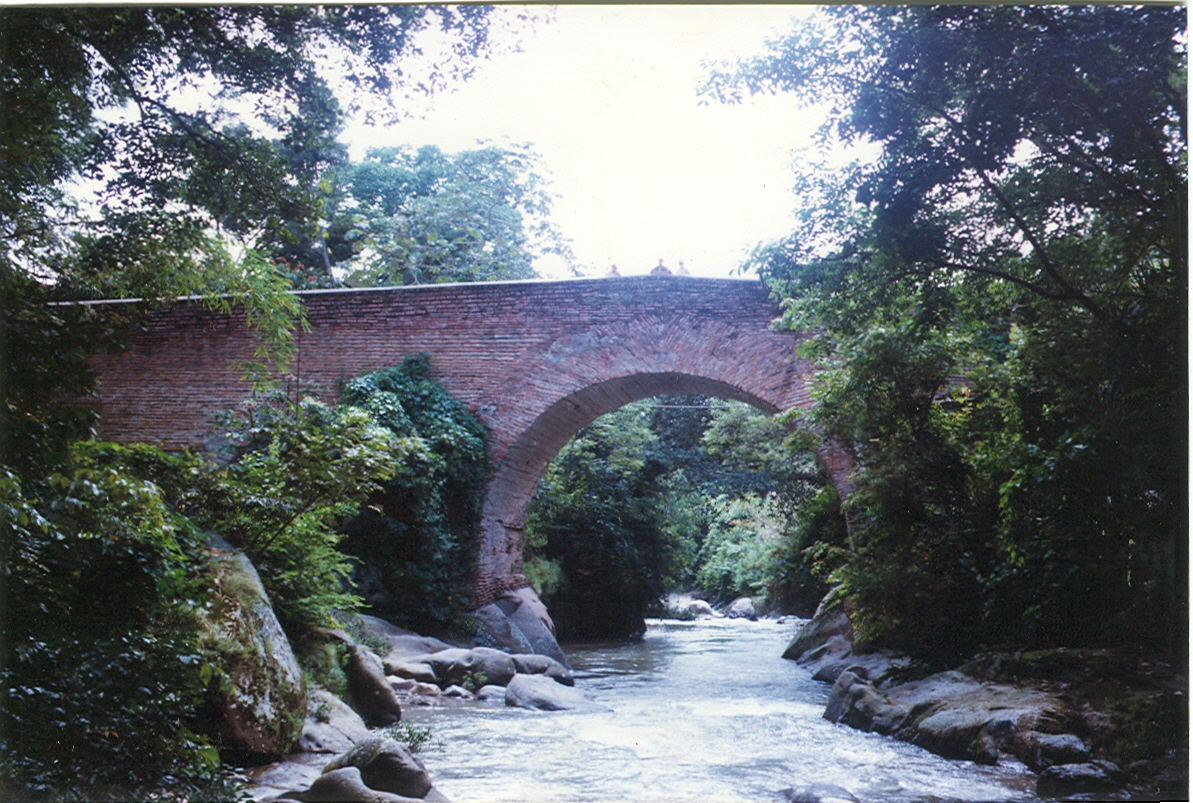
puente sobre el río Pichigual

La ciudad de Candelaria es muy pintoresca y puede resultar del agrado de sus visitantes debido a algunos detalles de arquitectura colonial, como la forma del plano urbano (construcción y distribución) de barrios alrededor de la plaza principal. Se pueden encontrar 2 hospedajes bastante cómodos, así como muchos comercios pequeños. Se cuenta con la presencia de servicios de telefonía móvil. También se cuenta con 3 locales con acceso a Internet, siendo uno de ellos en la propia Alcaldía.

### Feria patronal
Su feria patronal es del 1 al 8 de febrero, día de la Virgen de la Candelaria.

## División Política

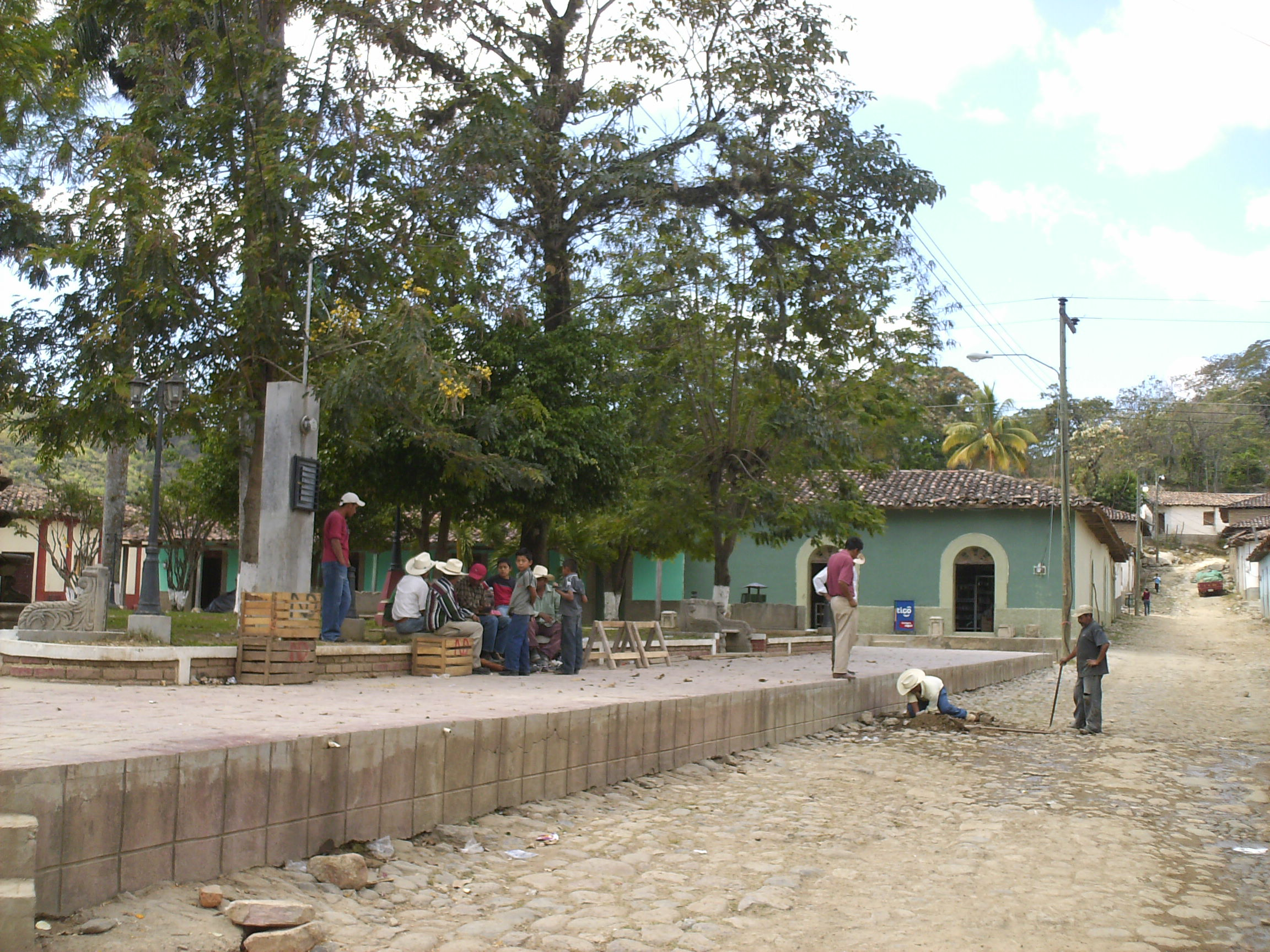
Centro de Candelaria.

Aldeas: 5 (2013)
Caseríos: 50 (2013)
| Código | Aldea         |
| ------ | ------------- |
| 130301 | Candelaria    |
| 130302 | La Arada      |
| 130303 | San Francisco |
| 130304 | San José      |
| 130305 | San Lorenzo   |